# Gediz
|  | «Hermos» redirigeix aquí. Si cerqueu divinitat, vegeu «Hermos (divinitat)». |

El riu Gediz (turc: Gediz Nehri o Gediz Çayi) o Hermos (grec antic: Ἕρμος, llatí: Hermus) és el segon riu més important de la conca de la mar Egea d'Anatòlia (Turquia) després del Meandre. Segons la mitologia grega, va prendre el nom d'Hermos, un déu riu fill d'Oceà i Tetis. El seu nom turc deriva del poblet de Gediz, situat a prop del seu naixement al Murat Dagi (2312 metres), a la província de Kütahya.
Flueix per la província de Manisa. Passa per la plana que té al sud les muntanyes de Sipilos travessant la ciutat de Manisa (Maghnisa, antiga Magnèsia) i tota la província de Manisa, passant no lluny de les ruïnes de Sardes; desaigua al golf d'Esmirna prop de Menemem, a Maltepe, desembocadura moguda artificialment el 1886 per evitar que els al·luvions no tanquessin el port d'Izmir. La longitud total és d'uns 401 km.
A l'antiguitat, segons Estrabó, les ciutats dels eolis que es van establir a l'Eòlida es trobaven entre el golf d'Adramítium i les desembocadures del Caïc i l'Hermos. El riu naixia a la comarca de la Dindimene, a prop de Dorilèon, i desembocava a Leuces, entre Focea i Esmirna, però més tard la desembocadura es desplaçà cap al sud.
A la planúria de l'Hermos hi va haver una batalla entre el sàtrapa Tisafernes i Agesilau II, rei d'Esparta. Agesilau hi va vèncer la cavalleria i la infanteria perses. Les seves arenes es diu que portaven or.